# Primera División 2014 (Paraguay)
In 2014 werd het 109de seizoen gespeeld van de Primera División, de hoogste voetbalklasse van Paraguay. Het seizoen werd opgesplitst in een Torneo Apertura (14 februari–28 juni) en Torneo Clausura (25 juli–6 december).

## Torneo Apertura
| №  | Club              | WG | W  | G  | V  | DV | DT | +/– | Punten |
| -- | ----------------- | -- | -- | -- | -- | -- | -- | --- | ------ |
|    | Libertad          | 22 | 15 | 5  | 2  | 41 | 17 | +24 | 50     |
| 2  | Guaraní           | 22 | 14 | 4  | 4  | 56 | 31 | +25 | 46     |
| 3  | Olimpia           | 22 | 9  | 6  | 7  | 32 | 26 | +6  | 33     |
| 4  | Cerro Porteño     | 22 | 8  | 7  | 7  | 49 | 38 | +11 | 31     |
| 5  | Sol de América    | 22 | 7  | 10 | 5  | 36 | 31 | +5  | 31     |
| 6  | Rubio Ñu          | 22 | 8  | 6  | 8  | 38 | 37 | +1  | 30     |
| 7  | Nacional          | 22 | 8  | 6  | 8  | 26 | 27 | –1  | 30     |
| 8  | Sportivo Luqueño  | 22 | 6  | 10 | 6  | 23 | 25 | –2  | 28     |
| 9  | Deportivo Capiatá | 22 | 6  | 8  | 8  | 22 | 37 | –15 | 26     |
| 10 | General Díaz      | 22 | 4  | 7  | 11 | 19 | 34 | –15 | 19     |
| 11 | 12 de Octubre     | 22 | 2  | 9  | 11 | 21 | 38 | –17 | 15     |
| 12 | 3 de Febrero      | 22 | 2  | 8  | 12 | 22 | 44 | –22 | 14     |

## Torneo Clausura
| №  | Club              | WG | W  | G | V  | DV | DT | +/– | Punten |
| -- | ----------------- | -- | -- | - | -- | -- | -- | --- | ------ |
|    | Libertad          | 22 | 14 | 4 | 4  | 41 | 18 | +23 | 46     |
| 2  | Cerro Porteño     | 22 | 13 | 5 | 4  | 43 | 20 | +23 | 44     |
| 3  | Guaraní           | 22 | 12 | 5 | 5  | 49 | 29 | +20 | 41     |
| 4  | Sportivo Luqueño  | 22 | 9  | 8 | 5  | 24 | 23 | +1  | 35     |
| 5  | Nacional          | 22 | 9  | 5 | 8  | 18 | 19 | –1  | 32     |
| 6  | Olimpia           | 22 | 8  | 6 | 8  | 28 | 24 | +4  | 30     |
| 7  | General Díaz      | 22 | 8  | 5 | 9  | 26 | 33 | –7  | 29     |
| 8  | 3 de Febrero      | 22 | 7  | 4 | 11 | 22 | 35 | –13 | 25     |
| 9  | Sol de América    | 22 | 6  | 6 | 10 | 24 | 32 | –8  | 24     |
| 10 | Deportivo Capiatá | 22 | 5  | 6 | 11 | 22 | 34 | –12 | 21     |
| 11 | Rubio Ñu          | 22 | 4  | 8 | 10 | 21 | 33 | –12 | 20     |
| 12 | 12 de Octubre     | 22 | 4  | 4 | 14 | 23 | 41 | –18 | 16     |

## Degradatie
Welke twee clubs aan het einde van het seizoen degraderen naar de División Intermedia werd bepaald aan de hand van het aantal behaalde punten per wedstrijd in de laatste drie seizoenen. Op basis daarvan viel ditmaal het doek voor de beide nieuwkomers 3 de Febrero en 12 de Octubre.
| №  | Club             | 2012 Pnt | 2013 Pnt | 2014 Pnt | Totaal Pnt | Totaal Wed. | Gem.   |
| -- | ---------------- | -------- | -------- | -------- | ---------- | ----------- | ------ |
| 1  | Libertad         | 91       | 75       | 96       | 262        | 132         | 1.9848 |
| 2  | Cerro Porteño    | 86       | 87       | 75       | 248        | 132         | 1.8788 |
| 3  | Guaraní          | 73       | 77       | 87       | 237        | 132         | 1.7955 |
| 4  | Nacional         | 77       | 79       | 62       | 218        | 132         | 1.6515 |
| 5  | Olimpia          | 79       | 55       | 63       | 197        | 132         | 1.4924 |
| 6  | Sportivo Luqueño | 59       | 54       | 63       | 176        | 132         | 1.3333 |
| 7  | Capiatá          | —        | 65       | 47       | 111        | 88          | 1.2614 |
| 8  | General Díaz     | —        | 61       | 48       | 109        | 88          | 1.2386 |
| 9  | Sol de América   | 60       | 46       | 55       | 161        | 132         | 1.2197 |
| 10 | Rubio Ñu         | 36       | 50       | 50       | 136        | 132         | 1.0303 |
| 11 | 3 de Febrero     | —        | —        | 39       | 39         | 44          | 0.8864 |
| 12 | 12 de Octubre    | —        | —        | 31       | 31         | 44          | 0.7045 |